# Miocora
Miocora is een geslacht van libellen (Odonata) uit de familie van de Polythoridae (Banierjuffers).

## Soorten
Miocora omvat 2 soorten:
- Miocora pellucida Kennedy, 1940
- Miocora peraltica Calvert, 1917